# Ett paradis utan biljard
Ett paradis utan biljard är en dansk-italiensk-svensk komedifilm från 1991 med regi och manus av Carlo Barsotti. I rollerna ses bland andra Paolo Migone, Gianluca Favilla och Giacomo Poretti.

## Om filmen
Filmen spelades in med Börje Hansson som producent och Göran Åslund som fotograf. Musiken komponerades av Kjell Westling och filmen klipptes av Susanne Linnman. Den premiärvisades 25 januari 1991 på olika biografer runt om i Sverige.
Barsotti fick motta publikens pris vid Lübecks filmfestival 1991. Han var även nominerad till en Golden Globe året efter.

## Handling
Det är 1950-tal och Giuseppe får ett brev från vännen Franco, som arbetar i Sverige. Han berättar är att Sverige är ett paradis med höga löner, fri sjukvård och inte minst vackra kvinnor. Giuseppe åker till Sverige för att arbeta, men upptäcker att Franco inte varit helt uppriktig mot honom. Skatterna är höga, kaffet smakar som diskvatten och värst av allt, ingen biljard.

## Rollista
- Paolo Migone – Giuseppe
- Gianluca Favilla – Franco
- Giacomo Poretti – milanesaren
- Giuseppe Nesi	– maremmanaren
- Renzo Spinetti – genuesaren
- Carlo Felicetti – gruppledaren
- Björn Granath – tjänstemannen
- Carin Ödquist	– sekreteraren
- Görel Crona – Eva
- Carina Lidbom – Lena
- Thomas Hoder – dansken
- Michael Segerström – poliskommissarien
- Mona-Lis Hässelbäck – hans fru
- Svante Grundberg	– poliskonstapeln
- Björn Wallde – flanören
- Pia Green	– servitrisen
- Susanna Mannelli – Maria
- Azio Citi – Azio
- Massimo Sarchielli – Antonio
- Dodi Moscati – Antonios fru
- Julenti Rossanto – prästen
- Carlo Neri – vän i byn
- Fabio Vannozzi – vän i byn
- Bobo Rondelli	– vän i byn
- Johan Rabaeus – Olle
- Gustav Kling – direktören
- Bertil Norström – mannen i omklädningsrummet
- Jonas Granström – äkta mannen
- Helene Lundell – äkta hustrun
- Thorsten Andreassen – en ung svensk
- Franco Barattoni – italienare i baracken
- Diego Bonnaccorso – italienare i baracken
- Roberto Catenacci – italienare i baracken
- Stefano Catenacci – italienare i baracken
- Michele Esposito – italienare i baracken
- Antonio Farina – italienare i baracken
- Eustachio de Lo Martire – italienare i baracken
- Pino Poli – italienare i baracken
- Roberto Tosini – italienare i baracken
- Pino Versola – italienare i baracken
- Massimo Vincenzi – italienare i baracken
- Barbro Waara	– övrig medverkande
- Kerstin Söderlund – övrig medverkande
- Liv Alsterlund – övrig medverkande
- Cecilia Lindau – övrig medverkande
- Julia Hede – övrig medverkande
- Krister Bergqvist – övrig medverkande
- Tor Svae – övrig medverkande
- Anette Gustavsson – övrig medverkande
- Åsa Lindholm – övrig medverkande
- Linda Lundmark – Eva-Lotta barnflicka
- Anna Drougge – övrig medverkande
- Marie Lindqvist – övrig medverkande
- Christos Nicolaidis – övrig medverkande
- Leonardo Bello – övrig medverkande
- Michele Buzzarro – övrig medverkande
- Roberto Lianti – övrig medverkande
- Stefano Corsi	– övrig medverkande
- Coppelecciaito Coppeleccia – övrig medverkande
- Adolfo Gigli – övrig medverkande
- Massimo Magnani – övrig medverkande
- Ivo Parolin – övrig medverkande

### Fotnoter
1. 1 2  ”Ett paradis utan biljard”. Svensk Filmdatabas. http://www.sfi.se/sv/svensk-filmdatabas/Item/?itemid=16472&type=MOVIE&iv=Basic&ref=/templates/SwedishFilmSearchResult.aspx?id%3d1225%26epslanguage%3dsv%26searchword%3dEtt+paradis+utan+biljard%26type%3dMovieTitle%26match%3dBegin%26page%3d1%26prom%3dFalse. Läst 27 maj 2013.
2. 1 2  ”Ett paradis utan biljard”. IMDb.com. http://www.imdb.com/title/tt0102630/?ref_=fn_al_tt_1. Läst 27 maj 2013.